# The Romance of an Old Maid
The Romance of an Old Maid er en amerikansk stumfilm fra 1912 af Otis Turner.

## Medvirkende
- King Baggot som Frank Rogers
- Rolinda Bainbridge som Ruth Dayton
- Gladys Egan som Lucille Rogers
- William E. Shay som James Hopkins